# Torimai Dake
Torimai Dake (japanisch 鳥舞岳 ‚Vogeltanzgipfel‘) ist ein 2256 m hoher Berg im ostantarktischen Königin-Maud-Land. Er ist der zweithöchste Gipfel im Massiv des Mount Goossens im nördlichen Teil des Königin-Fabiola-Gebirges.
Japanische Wissenschaftler nahmen 1960 Vermessungen und die Benennung vor.